# Hiram (Ohio)
Hiram è un villaggio degli Stati Uniti d'America, situato nello stato dell'Ohio, nella contea di Portage.